# Recinte murat de Sant Llorenç de Morunys
El Recinte murat de Sant Llorenç de Morunys és un conjunt monumental declarat bé cultural d'interès nacional de Sant Llorenç de Morunys (Solsonès).

## Descripció
Es conserven part de les muralles, desfigurades per edificacions tardanes i dos portals, el de la Pietat i el de l'Era Nova. Les muralles són de construcció militar medieval. El mur està format per grosses pedres unides amb morter de calç que el temps ha anat endurint, amb forma de pentàgon irregular i que cobreix un perímetre de 450 m lineals i circumscriu una superfície de 12.958 m². La muralla té una guixeria irregular (1,2 a 1,4 m i una alçària fins als merlets de 9,5 m (nivell actual).

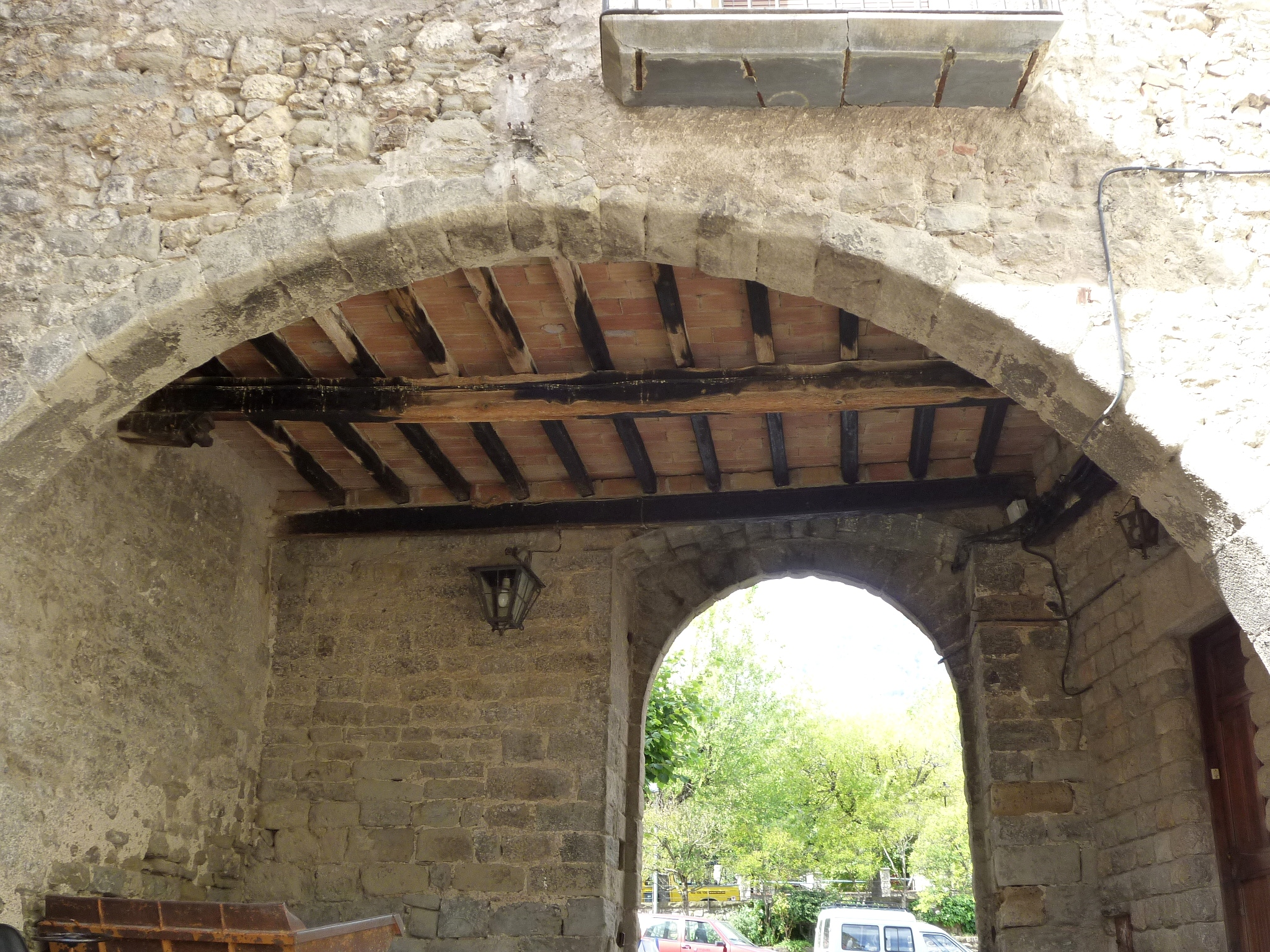
Sostre del portal de la Canal

El fossat o vall tenia una profunditat de 3 m i en alguns llocs en talús, especialment les torres. Els merlets feien 95 cm d'alt i 1,10 m d'ample amb una separació de 95 cm. Les espitlleres fan 5 cm a l'exterior i 50 x 60 a l'interior. A l'interior de la muralla hi ha un passadís de ronda de 65 cm i de 2 m d'alt.
La muralla estava flanquejada per 10 o 11 torres rectangulars, no gaire uniformes, sense fortificació de pedra a la part interior i probablement formades per quatre plantes i tres espitlleres. Les plantes estaven separades amb fusta i sostingudes per bigam. Tenien unes amplades irregulars, de 5,2 a 6,25 m. El gruix dels murs era de 70 cm, amb una llargada de 4,4 m.
Una de les torres més ben conservades és la del Portal del Canal, on encara hi ha restes de les cartel·les treballades de pedra que sostenien les bigues de la primera planta. L'alçada de les torres sobresortia 3 m de la muralla i la part superior era protegida per una coberta de lloses de pedra de 3 o 4 cm, que reposava sobre un ferm embigat i vessaven les aigües avall amb un pendent del 21%. Portals: Resten només tres arcs, el del Canal, al nord, prop de l'església, el del Vall Fred o del Puig a llevant i el de la Pietat o de l'Era Nova a migdia. Aquestas arcs constituïen les portes d'entrada a la població quan era emmurallada. Els tres arcs tenen les mateixes característiques, són de mig punt molt grans, fets de grosses dovelles. Damunt dels tres s'hi ha fet noves edificacions.

### Notícies històriques
Les muralles de la vila de Sant Llorenç de Morunys foren construïdes al final del segle xiii principis del XIV, arran de la concessió de la carta de Franquícies que atorga el comte de Cardona al nucli (l'any 1297) format al redós del monestir de Sant Llorenç fundat al segle X però que comença a créixer a partir del segle xi. El comte de Cardona proposà a l'abat de Tavèrnoles i al prior de Sant Llorenç, la creació d'una vila franca i ordenà la construcció de la muralla. Fins al segle xviii fou el límit del creixement urbà; al capbreu de 1784, esmenta ja un seguit de cases adossades al mur de la muralla, al Vall de l'Estudi, a ponent de la vila: és l'inici del creixement modern de Sant Llorenç i també el moment en què la muralla, un cop perdut el seu caràcter defensiu, començà a obrir finestral a l'exterior i construir cases desbordant-la.

## Vegeu també

Portals de Sant Llorenç
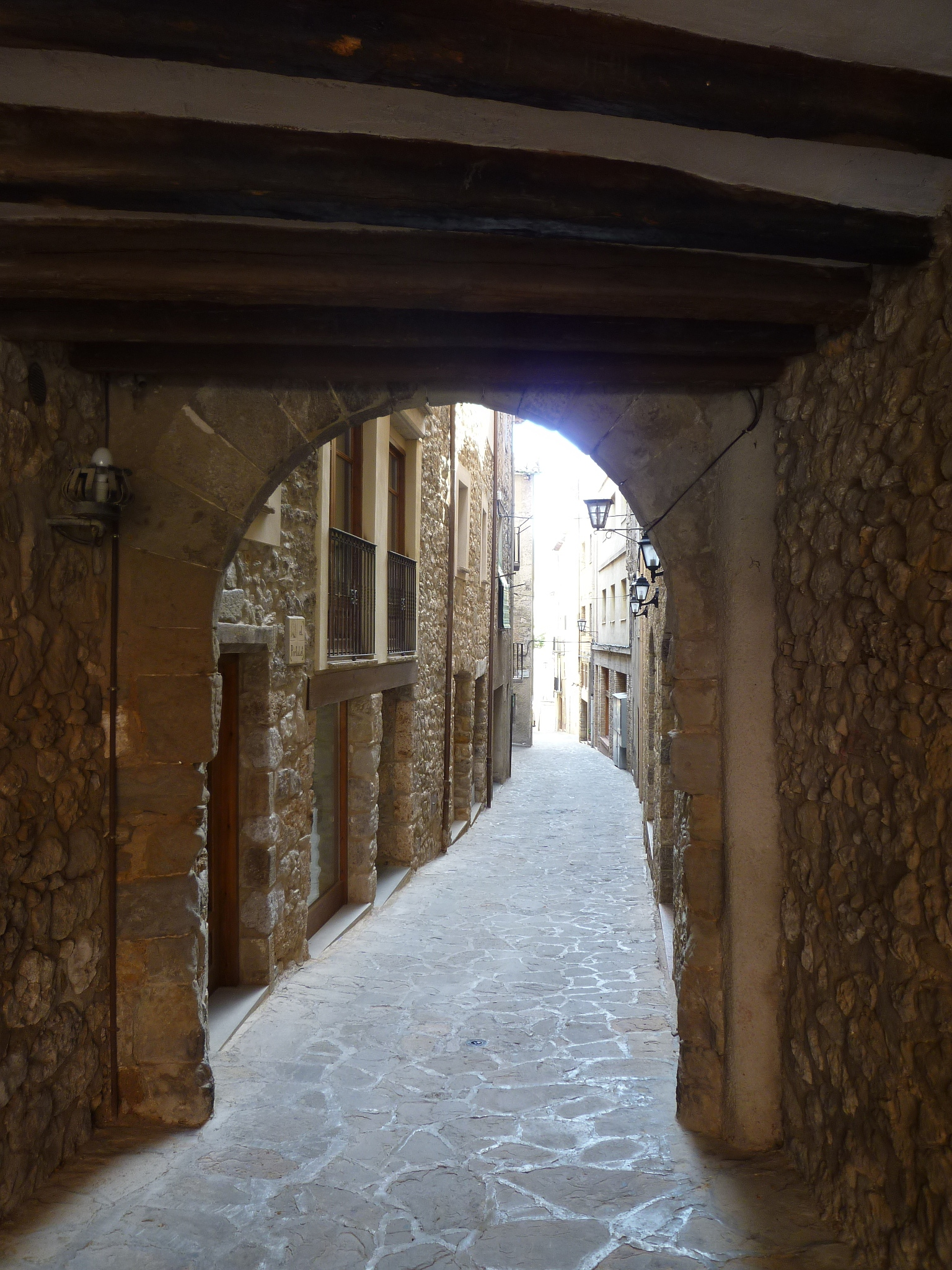
De l'Estudi
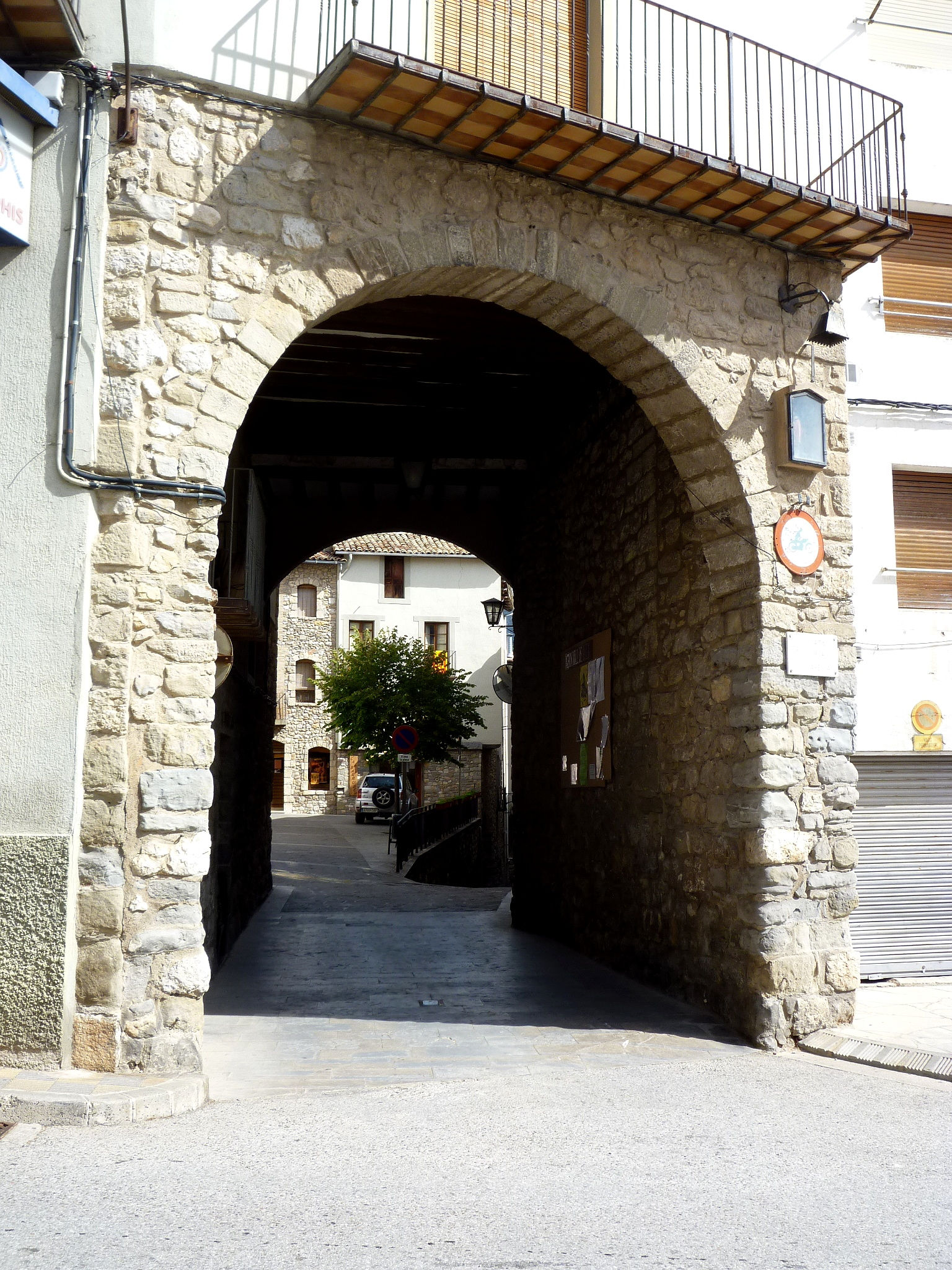
De la Capella
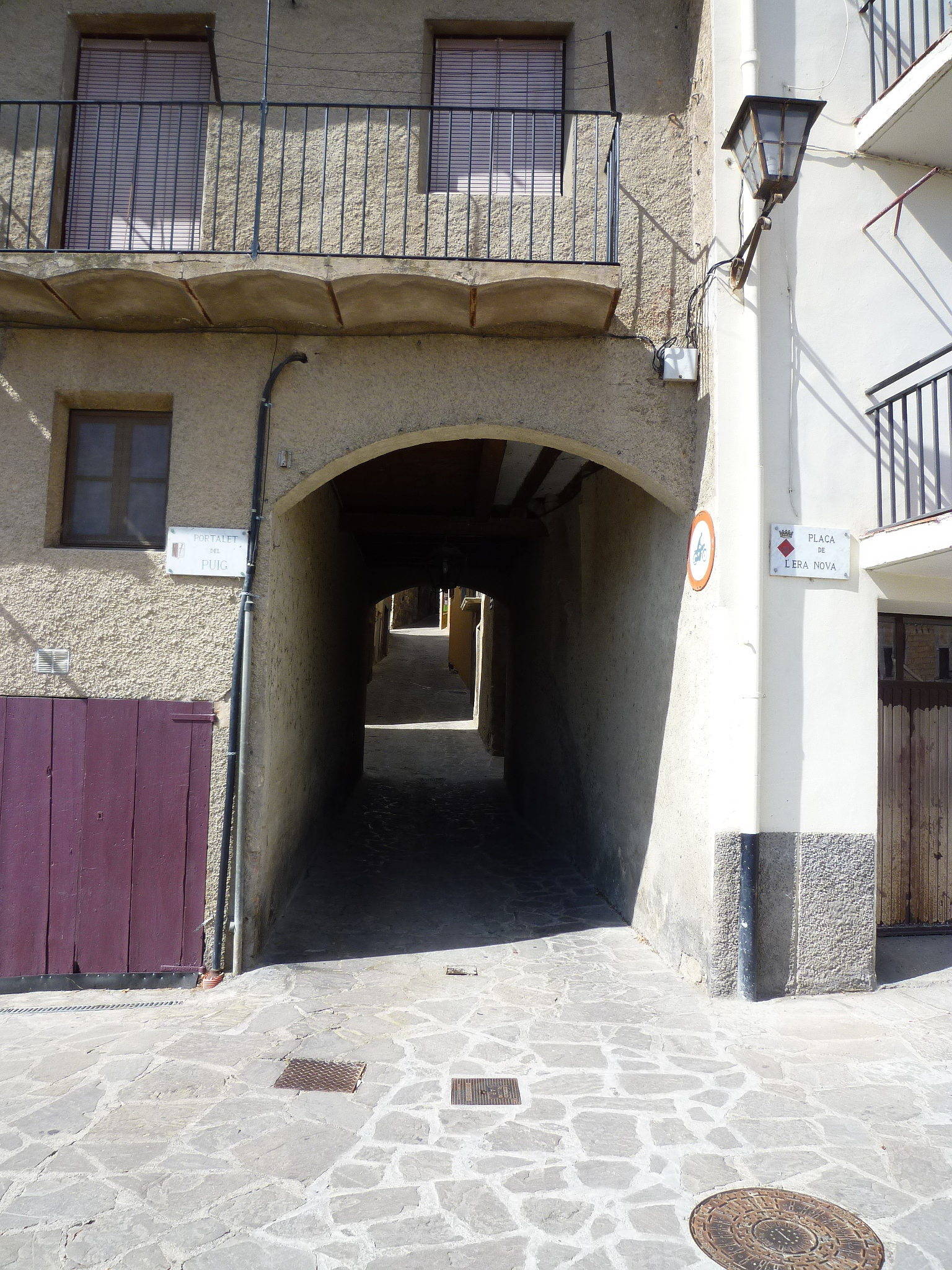
Del Puig